# Moneda romana

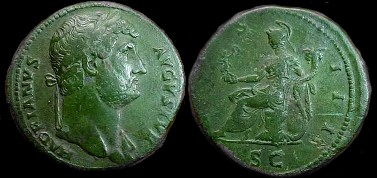
Un sesterci d'Hadrià

Hispània Citerior

La moneda romana o moneda de Roma inicialment va ser la moneda de coure, anomenada lliura de coure. Una de les unitats monetàries romanes era l'as (1 as = 1,88 lliures), del qual Mommsen fixa el valor, el 1855, en 0,252 pessetes (3.020 asos = 216 tàlers = 762,09 pessetes).
Després d'anys de confusió, August va reformar el sistema monetari, de manera que en or es va emetre l'auri i en argent el denari, en oricalc el sesterci i el dupondi, i en coure l'as, el semis i el quadrant. El sistema va mantenir-se fins a la crisi econòmica del segle iii, reduint-se el pes i qualitat dels metalls de les monedes, fins a eliminar-se semis i quadrants, i en temps de Caracal·la es va introduir l'antoninià, de valor dos denaris. Dioclecià va introduir una nova moneda en argent, l'argenteus i en bronze argentífer, el nummus.
Les monedes (desaparegudes progressivament la lliura de coure i a l'as de bronze, limitades a les fraccions) eren el denari (d'argent) i el sesterci (d'argent i també en bronze). Un denari era equivalent a deu asos i a quatre sestercis. Un sesterci era equivalent a 2,5 asos i 0,25 denaris. La moneda efectiva era la d'argent amb una proporció de 0,84 de lliura, després modificada per alguns emperadors que van encunyar monedes amb un baix aliatge d'argent. Per als comptes fraccionaris existia la lliura d'argent que es descomponia en:
- L'as greu (d'unes deu unces).
- El semis (mig as).
- El triens (un terç d'as o quatre unces).
- El quadrans (un quart d'as o tres unces).

Havien desaparegut de la circulació el sextans (un sisè d'as o dues unces) i l'unça.
Cèsar va establir el marc legal dels metalls admesos a la circulació, segons una relació determinada: l'or, avaluat i rebut al pes; i l'argent, apreciat segons el seu any. L'or tenia curs forçós en tot l'Imperi (Cèsar ho va imposar). El denari circulava en diverses províncies. Va fer encunyar una nova moneda d'or (l'aureus) de valor igual a vint-i-cinc denaris o cent sestercis d'argent. La moneda d'argent tenia curs legal i predominant en tot l'imperi. Les monedes de coure i bronze van persistir durant algun temps.

## Història de la moneda romana
El moviment de mercaderies per l'Imperi Romà era, a més de molt antic, molt fluid. Com tots els economistes saben, perquè el comerç sigui fluid ha d'haver una "mercaderia" el valor unifiqui el de tots els altres productes. És a dir, ha d'haver alguna cosa que pugui ser utilitzat com a patró per "mesurar" el valor de les coses.
En els seus orígens, com en els de totes les civilitzacions, el comerç romà no necessitava la utilització de la moneda, ja que s'utilitzava comunament el troc com a mitjà per a realitzar les transaccions. Això queda demostrat, fins i tot, al Dret romà més primitiu, el qual estableix que les multes i sancions s'han de pagar amb els caps de bestiar corresponents. Però quan Roma va començar a expandir per Itàlia i conquerir altres pobles, sobretot als hel·lens que estaven assentats a la Campània, penetrar en un sistema d'estats constituïts a la manera grega. Així, Roma va adoptar el sistema monetari dels hel·lens. Com els romans necessitaven importar metalls per fabricar instruments per al cultiu o bé per fabricar armes, el coure i el bronze van constituir molt aviat un altre article de canvi. Així, les primeres monedes romanes, si més no de les que tenim constància, van ser de coure, encara que el seu valor es mesurava pel que fa al lingot de bronze (aes) i van prendre el nom d'aquest metall, l'as romà.
Amb les seves monedes de coure, el comerç romà molt aviat es va estendre per tot el Laci, per Etrúria i va arribar fins al sud d'Itàlia. Però aquí als romans se'ls va presentar un problema, ja que els grecs que estaven assentats al sud d'Itàlia utilitzaven monedes d'argent, així que van haver de realitzar uns primitius "tipus de canvi".
Quan, després de la guerra contra el rei Pirros del Epir (280-275 aC), Roma va conquerir el sud d'Itàlia i, amb ell, totes les seves ciutats gregues, entre elles l'actual Tàrent, el Senat romà, cap al 268 aC, no va tolerar la diversitat de monedes res més que per a les fraccions en grans quantitats. Així es va adoptar un tipus de moneda comuna per a tot Itàlia i es va centrar la seva encunyació a Roma. Aquesta nova moneda va ser encunyada en argent i va tenir per base el valor legal relatiu dels dos metalls, és a dir el tipus de canvi existent entre el bronze i l'argent. Aquesta base va ser la peça de deu asos, ja que deu asos equivalien a una moneda d'argent de Tàrent. Així, el nou "diners" romà, o denarius, encunyat, com acabem de dir, en argent, pesava poc més que la dracma d'Atenes. El seu pes nominal era de 4,58 grams, encara que en l'any 217 aC es va rebaixar a 3,9 grams. Si a la moneda apareixia el símbol X o ж significava que tenia un valor equivalent a deu asos, és a dir, que pesava exactament el pes establert per llei.
No s'ha de pensar que, amb la fabricació de la nova moneda, els asos de coure van deixar d'existir. Els denaris s'utilitzaven només en les mitjanes i grans transaccions, deixant l'ús general de les de coure per a les petites. Però ben aviat va resultar evident que l'as era massa petit per aquestes transaccions (ja que, amb l'arribada del denari d'argent, es va transformar en poc més que xavalla, en ser una moneda fraccionària), així que es va encunyar una altra moneda en argent. Aquesta moneda tenia menys quantitat d'argent (pesava menys) que el denari. Així, es va fixar que la nova moneda, a la qual es va anomenar "sesterci", equivaldria a ¼ de denari ja 2,5 asos. És a dir, el denari, la moneda principal, estaria dividida en quatre sestercis i/o en deu asos.
I, igual que va passar amb el sesterci, a la llarga l'estat romà es va veure obligat a admetre la necessitat d'una altra moneda, ja en temps de l'emperador Neró, que pogués ser utilitzada per l'Estat en les seves enormes transaccions, ja que l'ocupació de milions de denaris o sestercis era molest. Així es va encunyar, de nou, una altra moneda, aquesta vegada en or. L'aparició d'aquesta moneda d'or va fer necessària l'especificació de denarius argenteus per al denari original d'argent i denarius aureus per al d'or, ja que així es deia aquesta nova moneda, que va ser encunyada amb un pes equivalent a 1/40 de la lliura romana (8,18 gr.), amb la intenció, a més de la ja esmentada, de substituir les estateres de Filip II de Macedònia (que circulaven amb profusió a Roma) per una moneda que alhora guardés una relació senzilla amb les d'argent. Un denari auri equivalia a 25 denaris argentat o 100 sestercis d'argent. Però a partir de l'any 60 dC, tant la llei del metall com el pes van ser baixant gradualment, fins a arribar, en els temps de Caracal·la, malgrat 6,55 g.
Així, després del mandat de Neró, hi havia quatre tipus de monedes romans principals que, com és de suposar, circulaven per tot el mediterrani:
- Encunyat en coure, l'As.
- Encunyats en argent hi havia el sesterci (2,5 asos) i el Denarius argenteus (4 sestercis i/o 10 asos).
- I encunyat a or hi havia el denarius aureus (25 denaris argenteus, 100 sestercis i/o 250 asos).

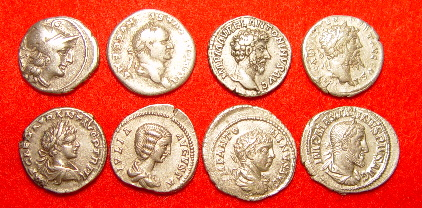
Dalt: c. 157 aC República Romana, c. AD 73 Titus Flavi Vespasià, c. 161 Marc Aureli, c. 194 Septimi Sever;
A sota: c. 199 Caracal·la, c. 200 Júlia Domna, c. 219 Elagàbal, c. 236 Maximí el Traci

## Llista de monedes romanes

### As

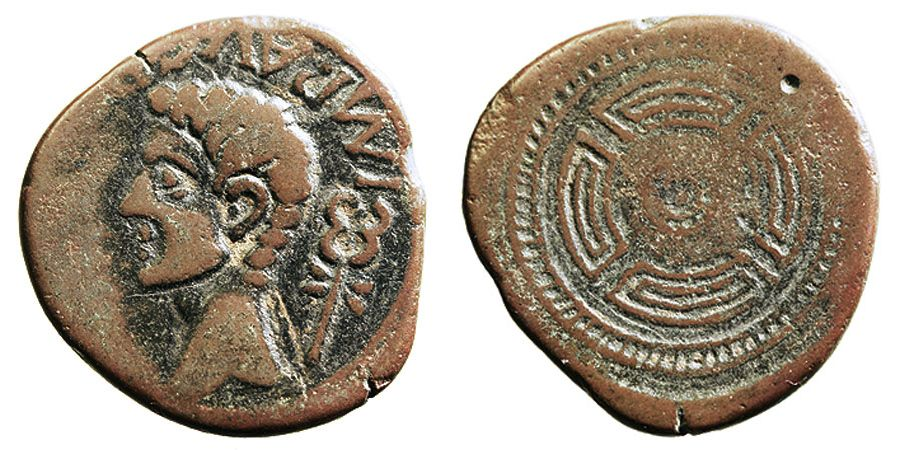
As emés a Lugo.

L'as era una unitat de mesura del pes romana, coneguda també com a lliura romana (1 as = 1/ 88 lliures) i equivalent a 12 unces (unzia) o 327,45 grams. L'as era també era una moneda de bronze que després fou substituïda per les monedes d'argent. L'as com a mesura de pes es dividia en as greu (10 unces), terç d'as (4 unces), quart d'as (3 unces), sisè d'as (2 unces), i l'unça. La moneda es dividia en semis, trient, quadrant i sextant.

### Denari

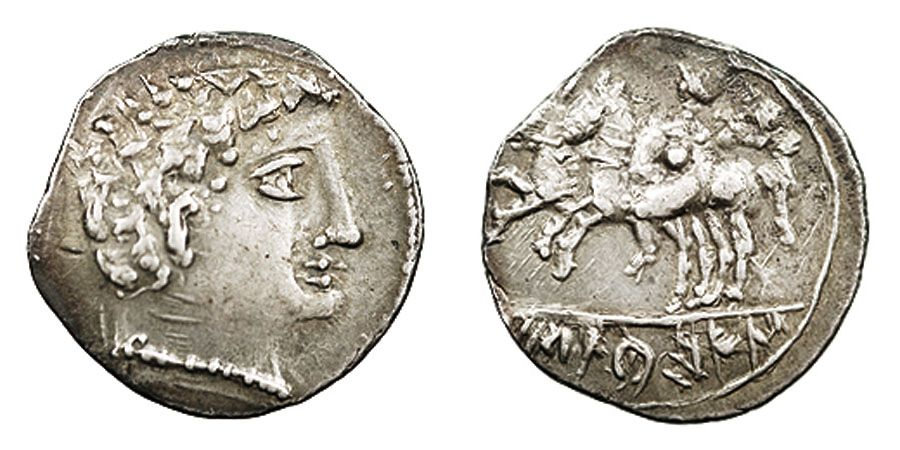
Denari emés a Icalcusen, sud-est de la Península Ibèrica.

Denari fou una moneda d'argent romana (1 denari igual a 10 asos i a 4 sestercis) emesa després del 269 aC. L'as de bronze, que quasi no circulava, fou eliminat, i fou substituït per aquesta moneda, els quinaris i els sestercis. Un denari tenia al començament 4,55 grams d'argent però després del 130 aC es va rebaixar a 3,85 grams.

### Libel·la
Libel·la (Libella) fou un moneda romana d'argent esmentada per Marc Terenci Varró com utilitzada al principi de la ciutat i que va existir durant un llarg període, però en la seva època ja feia temps que no s'encunyava. El seu nom fou conservat com a sinònim de poc valor. El valor era equivalent a l'as romà i una desena part del denari. Es subdividia en Sembel·la (sembella), que era la meitat; i terunci (teruncius), que era un quart.

### Quadrant
Quadrant fou una moneda fraccionaria romana (4 quadrant = 1 as)

### Quinari
Quinari fou una moneda d'argent romana (1 quinari igual a 5 asos i a 2 sestercis) emesa després del 269 aC.

### Semis

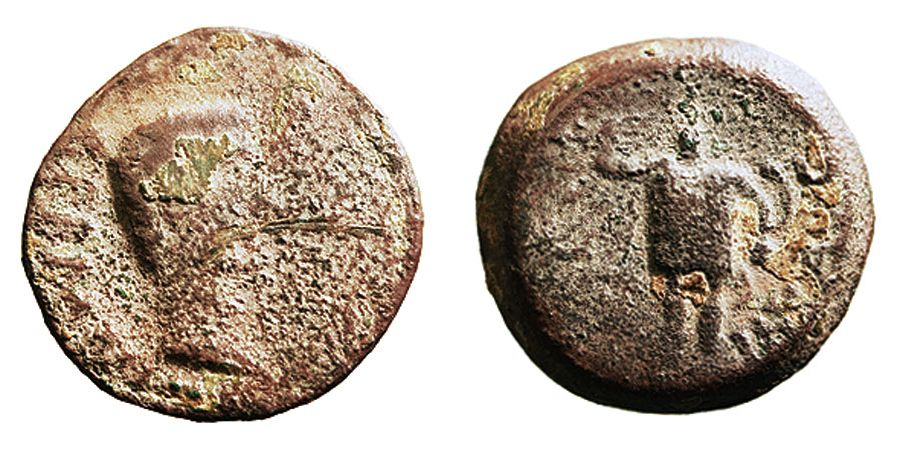
Semis encunyat a Eivissa en temps de Calígula.

Semis fou una moneda fraccionaria romana equivalent a la meitat d'un as.

### Sextant
Sextant fou una moneda fraccionària romana (6 sextant = 1 as). El valor estava representat per la moneda anomenada Sextula, mesura equivalent a la sisena part d'una unça (2 ciats) o d'un as.

### Trient
Trient fou una moneda fraccionaria romana (3 trient = 1 as).

### Unça

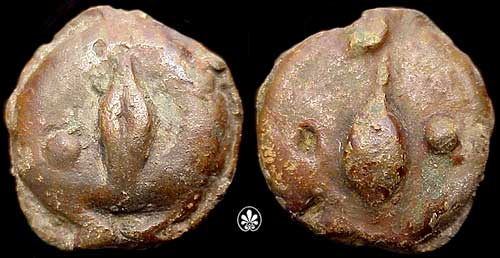
Unça vers 270 aC

Unça (uncia) és un dotzena part. Era una unitat de mesura del pes romana equivalent a 27,29 grams. 12 unces eren un as o lliura romana, 10 unces eren un as greu, 4 unces un terç d'as o lliura, 3 unces un quart d'as o lliura i 2 unces un sisè d'as o lliura. L'unça és dividida en dos semunciae, tres duellae, quatre sicilici, sis sextulae, 24 scrapula i 144 siliquae.

## Les monedes a l'Imperi[calcitació]
Probablement l'emissió de monedes era decidida per l'emperador. Els seus dissenys, generalment propaganda imperial, havien de ser decidits per l'emperador mateix o per algun dels seus lliberts de confiança.
La moneda s'emetia probablement per fer front al costum dels donatius a l'exèrcit, i per a les donacions (congiaria) al poble de Roma.
Se sap que alguna vegada eren retirades monedes de la circulació, fonent-les, i emetent noves monedes. Probablement cada nova emissió suposava un descens en el percentatge de metall preciós (or o argent).
Les monedes d'argent van patir des de la segona meitat del segle I una forta adulteració, reduint-se progressivament el contingut d'argent. Finalment van desaparèixer a la segona meitat del Segle III substituïdes per monedes només banyades en argent.
Les monedes principals eren l'aureus o auri (d'or), equivalent a vint-i-cinc denaris; i el denari (d'argent), en el qual la proporció d'argent va ser reduïda al 75% abans del 180 i al 50% abans del 211, sent poc després (cap al 215) substituït per un denari nou (l' Antoninianus), una vegada i mitja més gran, i suposadament de valor igual a dos denaris vells, en el que de nou va descendir (apreciablemente) la proporció d'argent.
En el 250 aproximadament la proporció d'argent havia arribat a només un 5%, arribant-se més tard (cap al 270- 275) a emetre monedes de coure o bronze platejat.
Una altra moneda era el sesterci (de bronze) que era la moneda més utilitzada de l'imperi, però que va deixar de circular cap al 270- 280 per efectes de la inflació que havia anat augmentant al llarg el període imperial, i es va desbordar per diversos factors: canvis en la recaptació, inseguretat, abandonament de terres, saquejos, bandidatge, etc. Els preus van augmentar cada vegada més i la moneda va seguir devaluant-se. El blat havia augmentat en unes dues-centes vegades el seu valor entre el segle I i finals del segle iii i l'augment dels impostos percebuts per l'Estat va ser important, sobretot els impostos en espècie, però també els impostos monetaris, que havien d'adaptar-se a la inflació.

## Monedes romanes a Catalunya

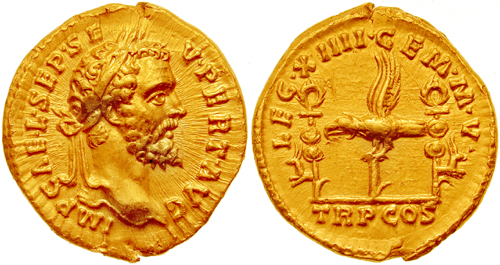
Aureus de Septimius Severus, 193-211 aC

Entre el 218 aC, any de l'arribada dels romans i el 212 aC, aparegueren les dracmes iberoromanes, encunyades a Emporion i a altres seques i són molt uniformes quant a estil. A Barcelona cal destacar les de la llegenda Barkeno en lletres ibèriques, de connotacions púniques i actives fins al primer quart del segle ii aC.
Les monedes procedents de la seca de Roma comencen a arribar a la zona catalana a mitjan s. II aC, potser pertanyents a militars itàlics o llatins, ja que les operacions de recaptació d'impostos es feien a través del numerari ibèric i no romà.
Al s. I aC abunden monedes d'aquest centre d'encunyació, amb la llegenda ROMA i la del nom del magistrat monetari, mentre que les seques ibèriques desapareixen després de la mort de Juli Cèsar (45 aC).
Amb el regnat de l'emperador Calígula (37-41), es tanquen totes les seques d'Hispània i les monedes posteriors seran totes de procedència exterior, amb només dues excepcions: l'efímer regnat de Galba (68-69), quan a la península s'encunyaren aurei o monedes d'or i denaris i la usurpació de Màxim Tirà entre 409 i 411.
Pel que fa a l'època del baix imperi romà, curiosament, la major part de monedes romanes trobades a Catalunya daten del s. IV dC. Possiblement això sigui causat, tant per la inflació com per les grans convulsions polítiques (usurpacions imperials, per exemple) i la por a les invasions bàrbares, que feia que molta gent guardés les seves monedes i així es va facilitar la formació de "tresorets". Les principals seques o ciutats encunyadores d'aquesta època varen ser Roma i Arelate (Arle).
El s. V és una època molt pobre en moneda a Hispània, sobretot a partir de 408, quan entraren les primeres invasions bàrbares d'aquest segle. Cal tenir en compte, això no obstant, que durant la usurpació de Màxim (409-411) a Bàrcino (Barcelona) es van fer unes emissions d'argent i bronze, les primeres després de Calígula i les últimes de l'època romana.